# Masterplan
Masterplan es una banda alemana de power metal fundada por el guitarrista Roland Grapow y el baterista Uli Kusch tras su salida de Helloween en 2001.

## Historia

### Expulsión de Helloween
El 2000 trajo a Helloween de vuelta con un nuevo disco de estudio que confirmaba el gran protagonismo de Uli Kusch y Roland Grapow. "The Dark Ride" es un álbum oscuro y más moderno, porque esa fue la propuesta del sello, Nuclearblast, por la inclusión de Roy Z como ingeniero y gracias a la importante contribución de los dos músicos nombrados. Mr. Torture, Escalation 666, The Departed (Sun is Going Down) y The Dark Ride fueron los temas que bien Roland o Uli escribieron. 
Es más, Grapow hizo casi todos los solos que se escuchan en el álbum. La crítica estaba bien contenta, alzándolo como uno de los discos del año, pero no así el líder de Helloween, Michael Weikath, quien nunca dio visto bueno a la idea de hacer un álbum de este tipo. 
Se reunió con Deris y con Markus, a quienes les comentó la responsabilidad de Grapow y Kusch en la mala dirección que, según él, había tomado Helloween, y que la única manera de revivir al Happy Happy Helloween era prescindiendo de los servicios del guitarrista y el baterista.
Haya sido por una leve diferencia musical, el resultado del disco o un escondido nuevo choque de egos, Michael Weikath despidió a Roland y Kusch, medida de la que ambos se enteraron por medio de la prensa, en agosto del 2001 tras la presentación en Wacken Open Air.
Se dijo y se rumoreó en los días que siguieron... que Roland y Uli fueron despedidos de la banda porque dedicaban mucho tiempo a sus proyectos solistas, que habían surgido diferencias irreconciliables durante la gira latinoamericana, incluso que Kai Hansen estaría volviendo a Helloween. 
Las fuentes directas entregaban versiones confusas y contradictorias. Todo se aclaró cuando una radio de Cleveland, Estados Unidos, entrevistó a Weiki y Roland por separado. 
El primero simplemente no estaba satisfecho con The Dark Ride, refiriéndose a su sonido más moderno, progresivo y vanguardista, señalando que los responsables del giro eran Roland y Uli. "No tenemos nada personal contra ellos -agregó Weiki-. Como personas las encontramos muy valiosas, pero no podían seguir siendo miembros de Helloween. Sus puntos de vista y opiniones no calzaban con lo que pensábamos nosotros". 
Mientras tanto, Grapow se vio sorprendido por la noticia que conoció por una llamada de su esposa, mientras estaba en Los Angeles haciendo los preparativos para grabar un tercer álbum solista. El correo de Weiki lo leyó primero la esposa de Grapow, por ser su mánager, y tuvo que avisarle al músico por teléfono. "Teníamos nuestras pequeñas discusiones y diferencias, por supuesto -comentaba Grapow en la entrevista-, pero esa no era razón para que me echaran de la banda (...). Estoy decepcionado, pero no tengo nada en contra de Weiki o del resto. Si me los encuentro en un club de Hamburgo, los saludo". De Uli, no se supo nada.
En esta entrevista, Grapow declaró que con Kusch tenía presupuestado hacer un proyecto paralelo a Helloween, del que ya había varias canciones escritas, pero que "ahora tendremos que replantearnos las cosas con calma -siguió-. Tendremos que hacer un nuevo grupo. 
Ese proyecto que queríamos hacer, seguramente se va a transformar en nuestra banda principal. Vamos a mantener el estilo de Helloween en nuestra música (...), o incluso más poderosa, no tan moderna y progresiva como la que hicimos en The Dark Ride". 
Antes que todo esto aconteciera, en junio, el cantante de Symphony X, Russell Allen, comentó sobre el rumor que lo indicaba como el que se encargaría de las voces para este proyecto: "Conocí a Roland en un concierto (de Symphony X) en Berlín, y acordé en hacer el proyecto con él y Uli. Estoy muy entusiasmado y espero que los fanáticos de Symphony X, Helloween y del metal lo estén tanto como nosotros. Ojalá lo concretemos para fin de año. Aunque será difícil debido a las obligaciones con SX y Helloween, estoy seguro de que lo haremos".
Pero tras la ida de los dos ex Helloween, Grapow y Kusch estarían en libertad de acción y este inicial proyecto paralelo tendría todas las posibilidades de ser la actividad principal de ambos. En menos de una semana del incidente, ya se estaban dando pistas del nacimiento de una nueva gran banda... aún sin nombre...

### Comienzos
De inmediato, el dúo con Russell Allen empezó a planear la estrategia. Roland Grapow, a través de su página oficial anunció que el proyecto se llamaría Mr. Torture e invitó a los fanes a dar su opinión, en el mismo sitio, sobre el nuevo nombre. 
Pero mal le fue a Grapow y Kusch, los comentarios no fueron para nada favorables, hasta incluso aparecieron sugerencias de cómo deberían apodarse. Además, Allen terminó por rechazar la oferta ya que no podía corresponder con la misma cantidad de tiempo que sus camaradas de Helloween para el proyecto por su agenda con Symphony X. Mucho después trascendió que luego de la partida de Russell, el dúo sostuvo una conversación con el antiguo frontman de Helloween, Michael Kiske, para que se integrara a la banda, pero desestimó la idea porque quería enfocarse exclusivamente en su grupo de pop rock Supared y no le apetecía volver a hacer Heavy metal nuevamente.
Así fue como dieron finalmente con el cantante y compositor noruego Jorn Lande. Dentro de su curriculum vitae se leía el haber sido parte de unos tour para la banda de Yngwie Malmsteen, de ser el vocalista de los metal progresivos de Ark, Beyond Twilight, además de haber participado en The Snakes y Millenium y haber lanzado dos discos solistas, entre el que destaca Worldchanger, justo antes de aceptar la invitación de Uli y Roland a este muy hablado proyecto. 
Según Grapow, Jorn fue seleccionado en parte por su apronte tirado al estilo clásico Dio/David Coverdale más que a los timbres altos que hicieron a Helloween famoso, garantizando que el grupo pisaría su propio sendero sin cruzarse con el de la calabaza ni provocando comparaciones más allá de haber sido miembros de esa banda.

### Masterplan
Con el anuncio de la llegada de Lande, a principios del 2002, Mr. Torture se rebautizó con el nombre de Masterplan. Para tomar el puesto de bajista, arribó el Iron Savior Jan S. Eckert, quien también había grabado con Gordon y Rockship, entre otros, y el teclista Axel Mackenrott (Babylon 27, Catch the Rainbow) reemplazando al miembro original, el finés Janne Wirman, que estaba muy ocupado con Children of Bodom. 
En agosto por fin firmaron contrato con la casa discográfica de Edguy, Avantasia, Annihilator y U.D.O., AFM Records, para editar el álbum en todo el mundo y con Marquee Avalon para que lo sacara en el sudeste asiático y Japón. 
El 18 de noviembre lanzaron el maxi sencillo titulado Enlighten Me, que tenía cinco pistas las que incluían dos versiones de tema que daba nombre al EP, además de Kind Hearted Light, Through Thick And Thin -que no se incluiría en el CD original- y una versión del clásico de Led Zeppelin, Black Dog, que también aparecería en el disco tributo The Metal Zeppelin - The Music Remains the Same.
Sin embargo, su primer LP, titulado Masterplan, no vería la luz hasta 2003.
Un año más tarde, en 2004, la European Commission les otorga el prestigioso galardón "European Border Breakers". En 2005 publican su segundo trabajo, "Aeronautics". 
Poco después abandonaría la formación Jorn Lande por diferencias musicales, y al poco tiempo el miembro fundador Uli Kusch dejaría también la banda. Sus sustitutos fueron Mike DiMeo (Riot) y Mike Terrana (Rage) respectivamente.
El 11 de enero de 2009 Mike Dimeo confirma en su myspace que abandona la banda.
Mientras que el 29 de enero de 2009 la revista alemana de Rock y Metal, Aardschok, confirma los rumores de la vuelta de Jorn Lande a Masterplan. Dichos rumores se convierten en realidad el 25 de julio de 2009, cuando la página de la banda confirma el retorno de Lande y la salida de un nuevo álbum a mediados de 2010.
El trabajo se llamó "Time To Be King" y fue lanzado el 21 de mayo 2010 y cuenta en la edición limitada con un bonus track llamado Kisses From You
En 2013 Masterplan prepara nuevo trabajo y nueva formación. Jorn Lande, Mike Terrana y Jan Eckert abandonan la formación, los sustitutos serán Rick Altzi (At Vance) a las voces, Jari Kainulainen (ex Stratovarius) al bajo y Martin “Marthus” Skaroupka (Craddle of Filth) a la batería.

## Miembros

### Formación actual
- Roland Grapow - Guitarra
- Axel Mackenrott - Teclado
- Rick Altzi - Voz
- Jari Kainulainen - Bajo
- kevin kott - Batería

## Miembros anteriores
- Jorn Lande - Voz
- Uli Kusch - Batería
- Jan S. Eckert - Bajo
- Mike DiMeo - Voz
- Mike Terrana - Batería
- Jürgen Attig - Bajo
- Janne Wirman - Teclado

## Discografía

### Álbumes
- Masterplan (2003)
- Aeronautics (2005)
- MK II (2007)
- Time To Be King (2010)
- Novum Initium (2013)
- PumpKings (2017)

### Singles - EP
- Enlighten Me - (2002)
- Back for My Life - (2004)
- Lost and Gone - (2007)
- Far From The End Of The World (2010)
- Keep Your Dream Alive (2013)